# Palast in Otwock Wielki

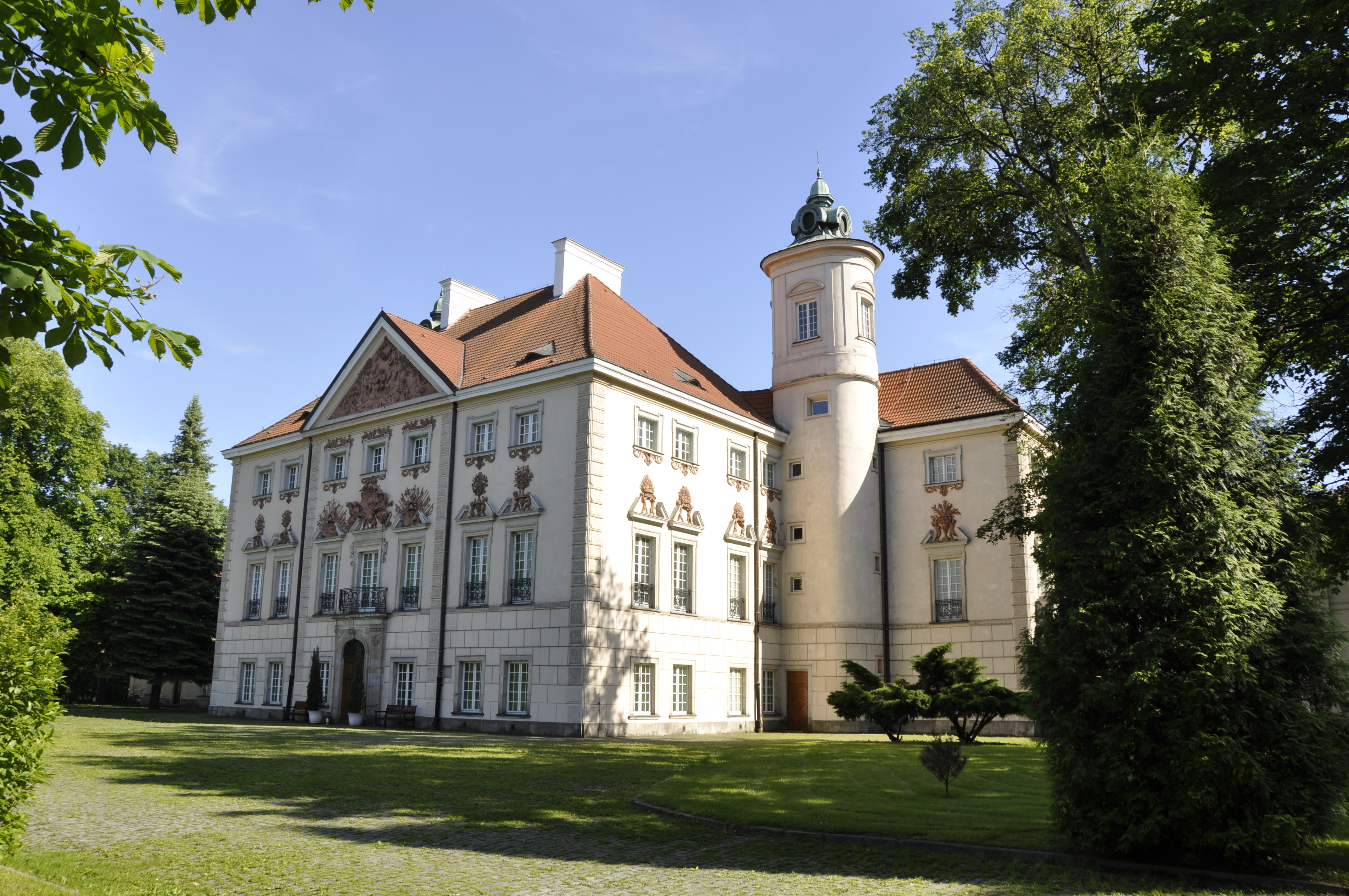
Das Schloss von der Nordwestseite (Haupteingang)

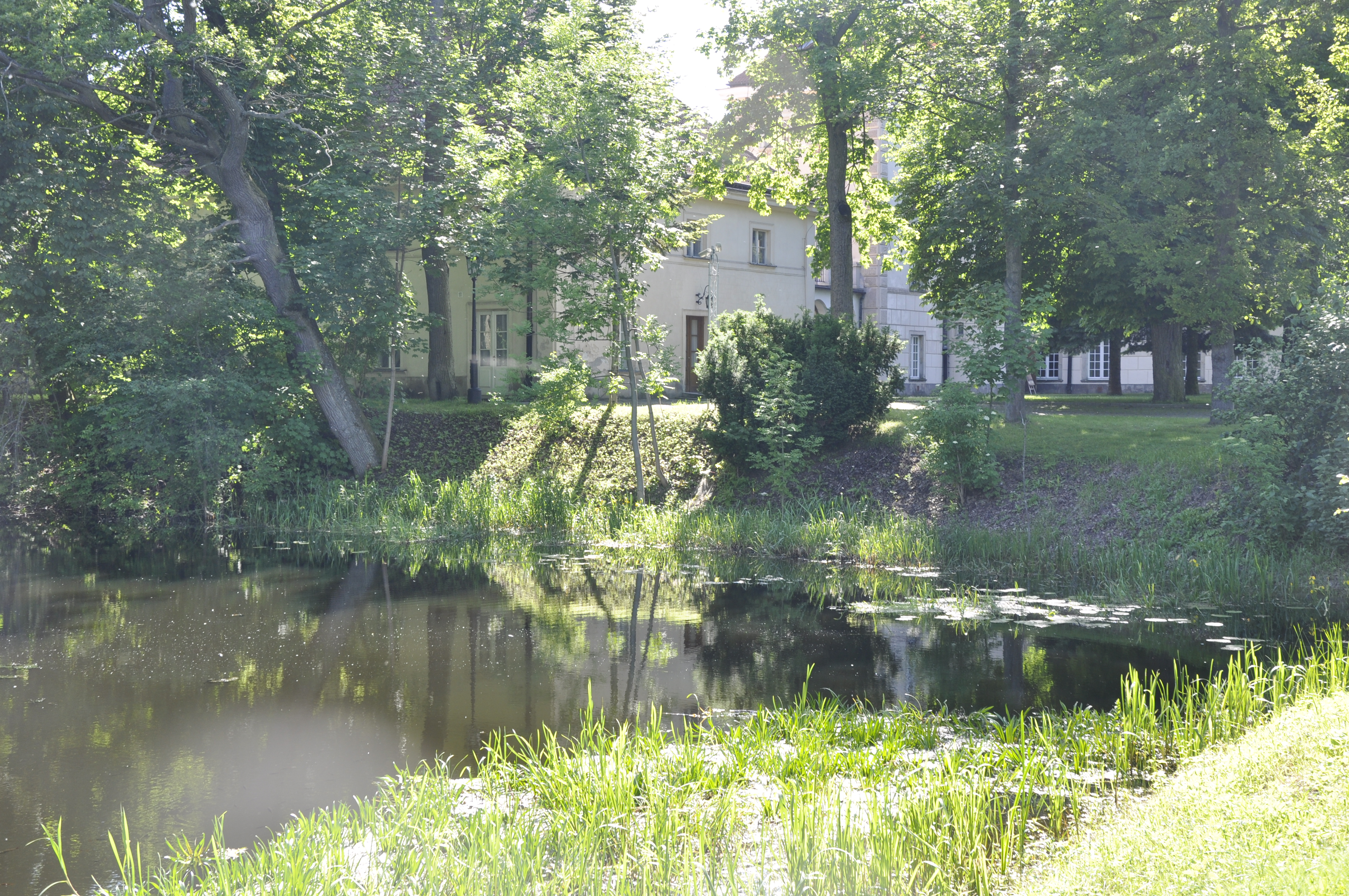
Ostseite – Wassergraben

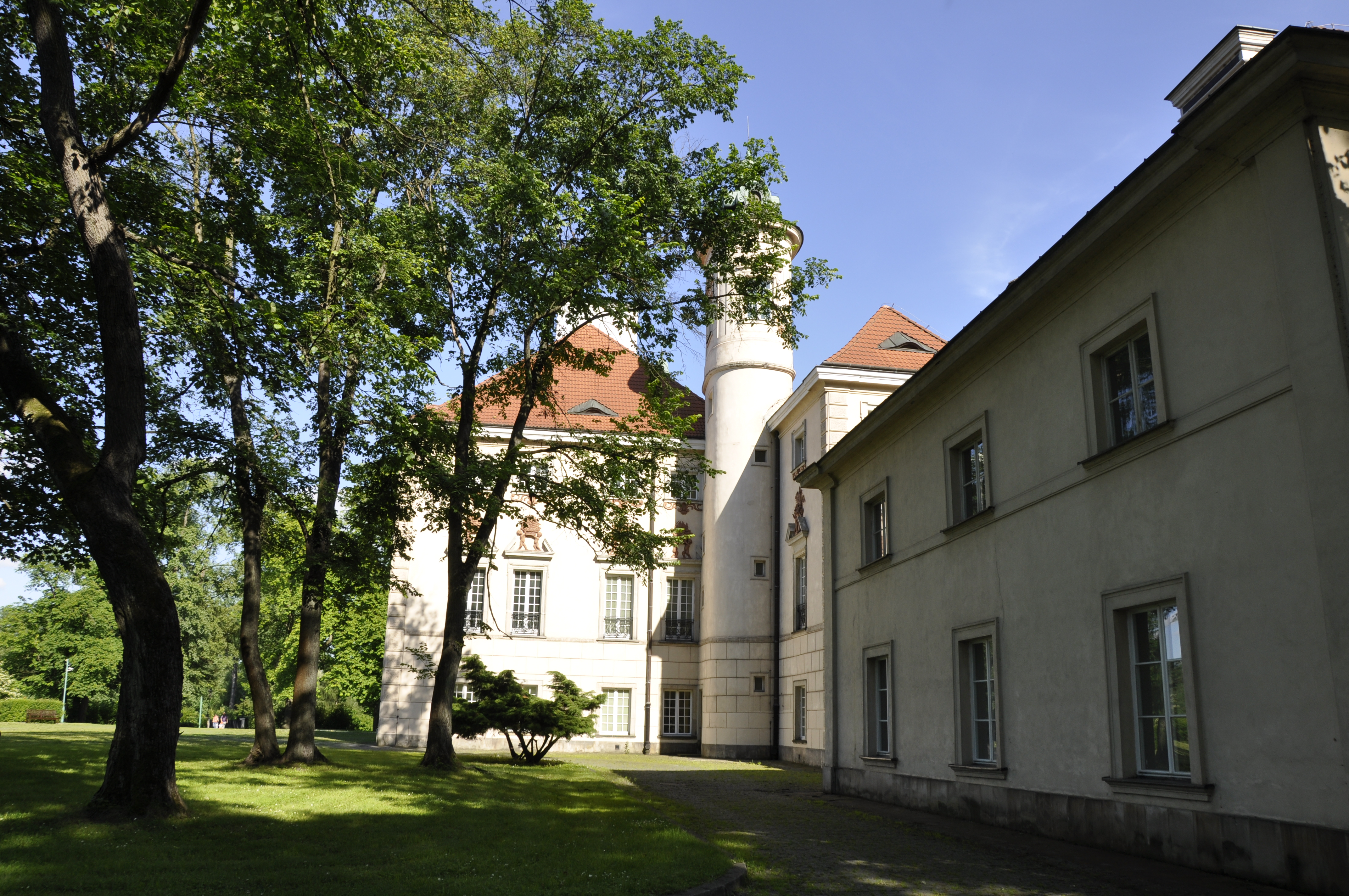
Westseite

Der Palast in Otwock Wielki (auch: Bieliński-Palast) ist ein von 1682 bis 1689 errichtetes Barockschloss etwa 30 Kilometer südlich von Warschau. Der Palast wird als Café und für private Veranstaltungen kommerziell genutzt und beherbergt in Teilen ein Museum, in dem Einrichtungsgegenstände des ehemaligen polnischen Marschalls Józef Piłsudski ausgestellt sind.

## Geschichte
Der Palast liegt in Otwock Wielki, einer Ortschaft von rund 600 Einwohnern, die zur Landgemeinde Karczew im Landkreis Otwock in Masowien gehört. Er liegt rund 600 Meter ostwärts der Weichsel.
Bauherr des Palastes war die polnische Familie Bieliński. Der Palast war ein Hochzeitsgeschenk für Kazimierz Ludwik Bieliński und dessen Frau Ludwika Marianna, der Tochter des Poeten Jan Andrzej Morsztyn. Der Architekt des Gebäudes war Tylman van Gameren. Im Jahr 1705 trafen sich der russische Zar Peter I. und der polnische König August der Starke im Schloss. 1713 übernahm Franciszek Bieliński den Besitz. Von 1750 bis 1760 ließ dieser die Residenz vom königlichen Architekten Giacomo Fontana umbauen.
Ende des 18. Jahrhunderts erwarb Jacek Jezierski, ein bedeutender Publizist zu Zeiten Stanislaus II. August Poniatowski das Schloss. Er starb dort 1805. Im Jahr 1827 kaufte der Warschauer Kaufmann Józef Kurtz den Besitz und renovierte ihn. Für drei Generationen blieb der Palast in den Händen der Familie Kurtz. Während des Ersten Weltkrieges wurde der Palast geplündert, zwischen den beiden Weltkriegen war er nicht mehr bewohnt und verfiel. Von 1947 bis 1958 wurde er nach Plänen von Jan Koszczyc-Witkiewicz umgebaut und renoviert. In den 1970er Jahren wurde er von der Kanzlei der Regierung (Urząd Rady Ministrów) übernommen und erneut restauriert. Während der Zeit des Kriegsrechts war dort Lech Wałęsa interniert.
Im Jahr 2004 wurde es vom Nationalmuseum in Warschau übernommen, in der Folge grundlegend renoviert und dient seit dem Jahr 2009 als Außenstelle für historische Möbel.

## Ansichten des Schlosses

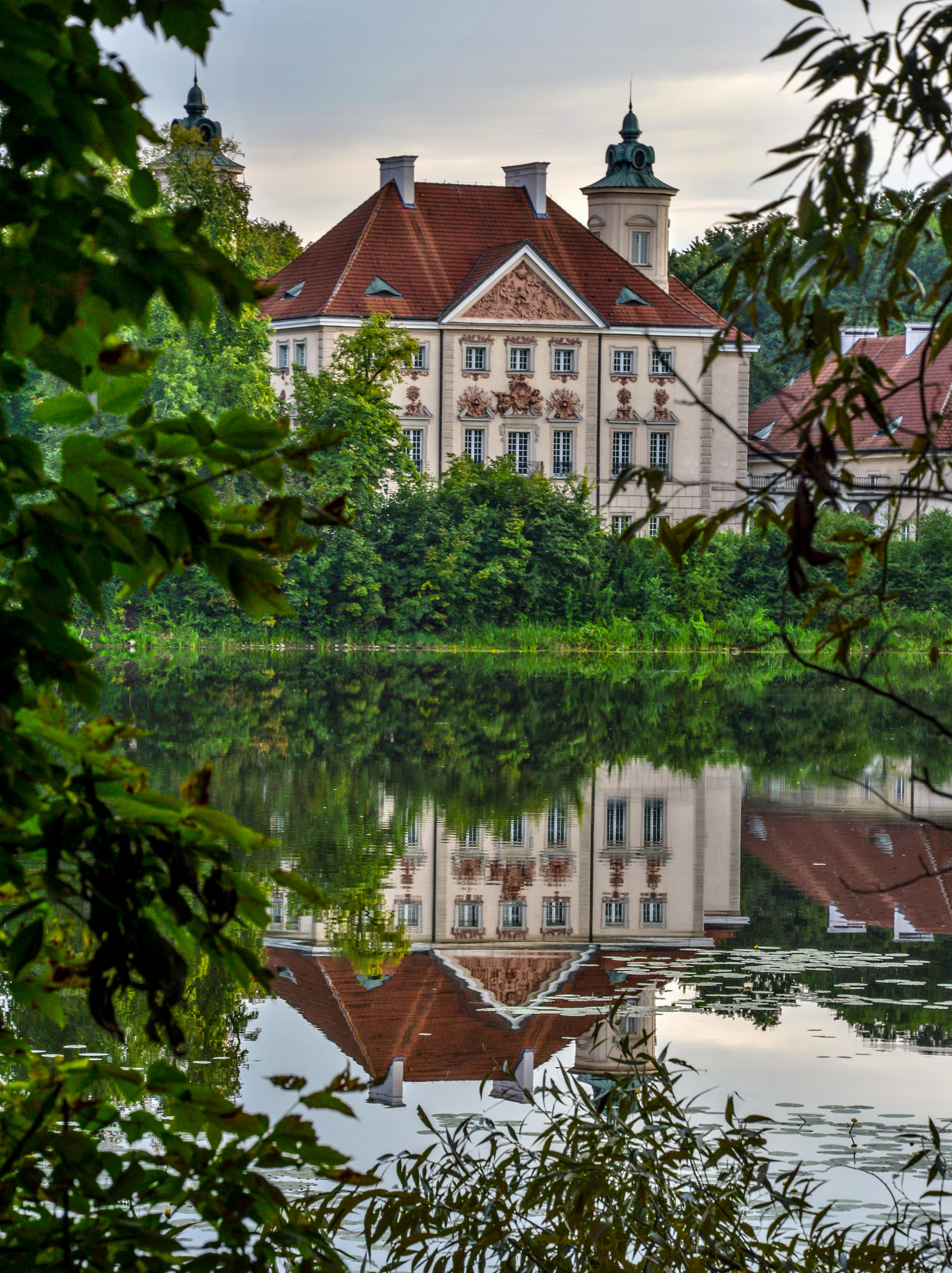
Wassergraben
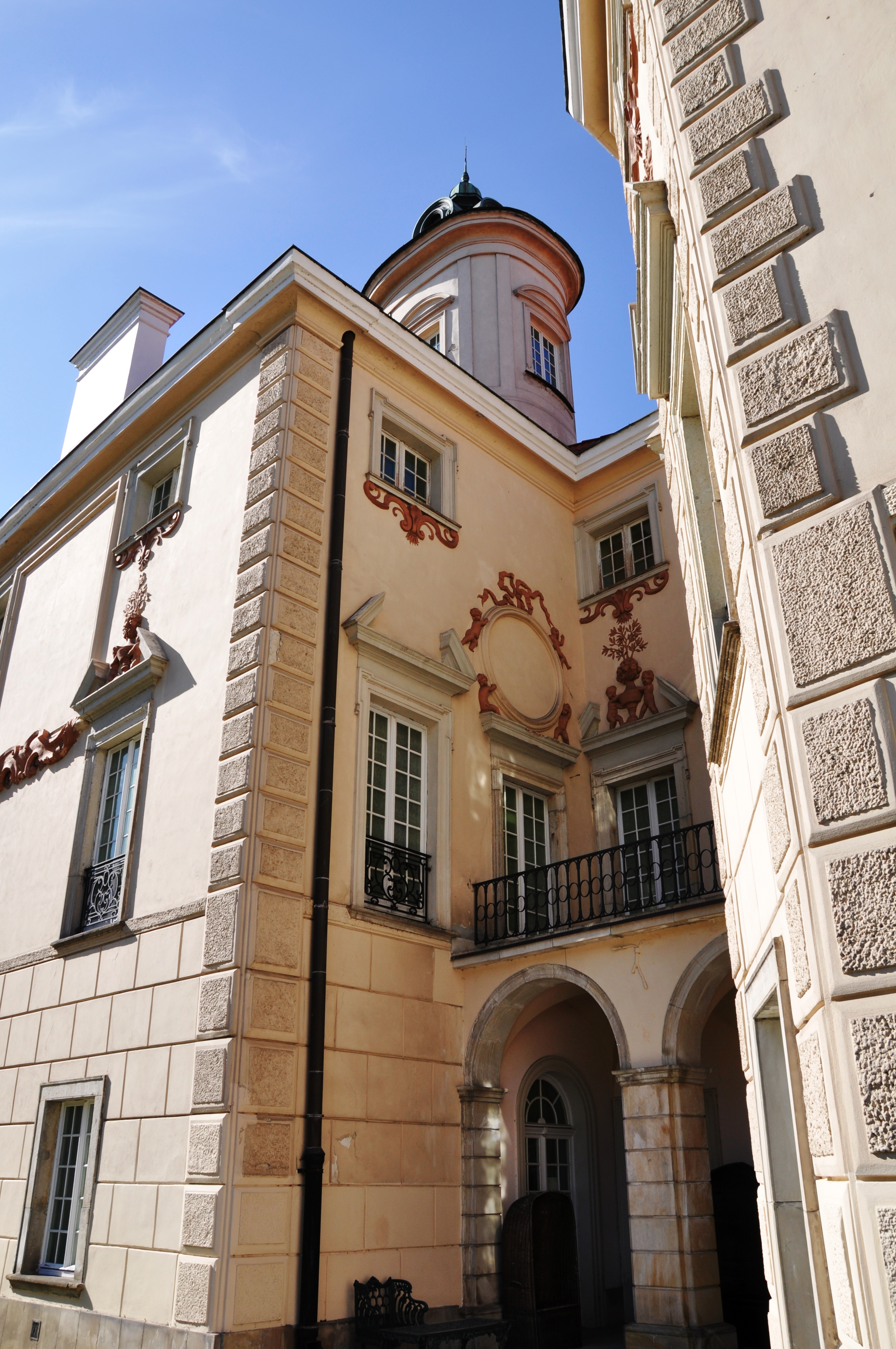
Detail von der Parkseite des Palastes